# Cremona (bướm đêm)
Athrips là một chi bướm đêm thuộc họ Gelechiidae.

## Hình ảnh

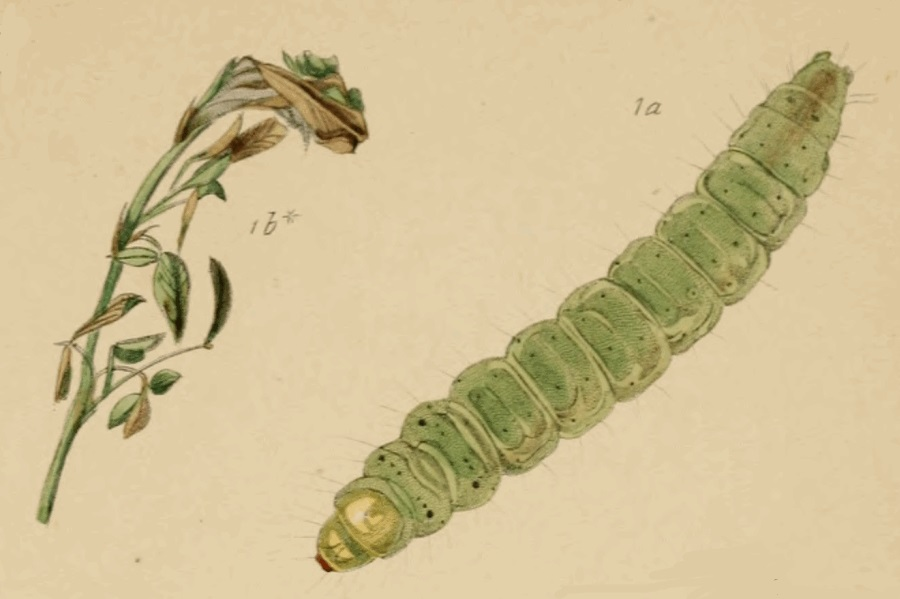
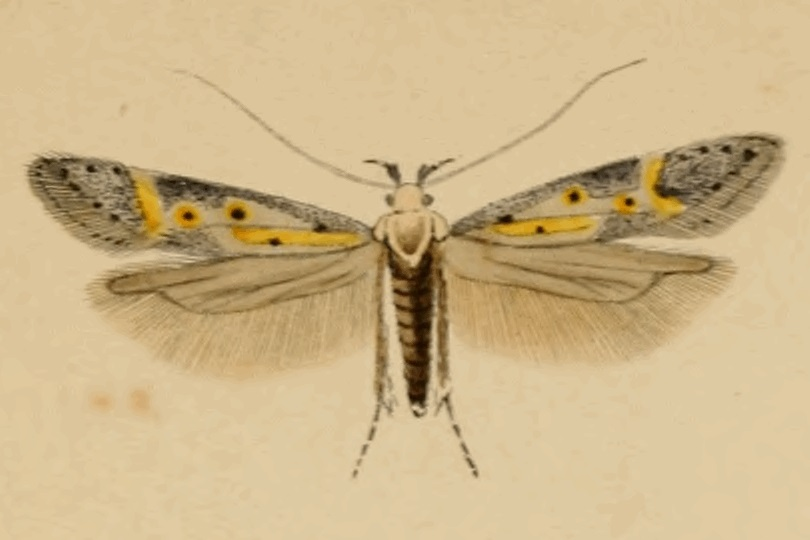
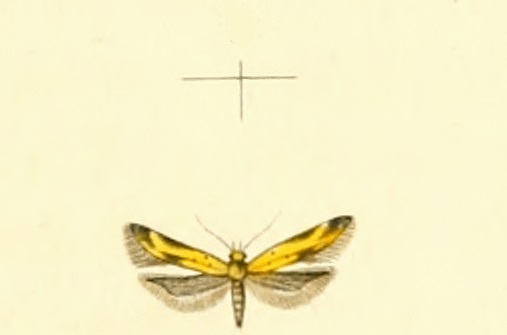
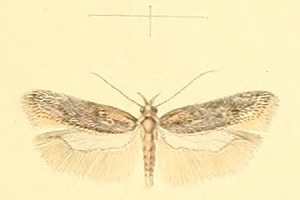